# MTV Europe Music Award pro nejlepšího nováčka
MTV Europe Music Award pro nejlepšího nováčka je jedna ze čtyř hlavních kategorií, které se rozdávají již od prvního ročníku MTV Europe Music Awards 1994. V roce 2006 byla kategorie přejmenována na Budoucí zvuk, kde vítěze vybírali jeho vrstevníci. V roce 2007 soutěžili v kategorii pouze evropští umělci (název kategorie byl Nový zvuk Evropy), byli vybíráni diváky v každém regionu Evropy a každý den byl odebrán umělec s nejmenším počtem hlasů a vítěz živě vystoupil na EMA. V roce 2008 se název kategorie vrátil opět zpátky na Nejlepší nováček.

## 1990 - 1999
| Rok  | Vítěz              | Nominovaní                                              |
| ---- | ------------------ | ------------------------------------------------------- |
| 1994 | Crash Test Dummies | - Beck - Deus - Therapy? - Whale                        |
| 1995 | Dog Eat Dog        | - H-Blockx - Alanis Morissette - Portishead - Weezer    |
| 1996 | Garbage            | - The Cardigans - The Fugees - Pulp - Skunk Anansie     |
| 1997 | Hanson             | - Meredith Brooks - Puff Daddy - No Doubt - Spice Girls |
| 1998 | All Saints         | - Aqua - Eagle Eye Cherry - Five - Natalie Imbruglia    |
| 1999 | Britney Spears     | - Eminem - Jennifer Lopez - Vengaboys - Westlife        |

## 2000 - 2009
| Rok    | Vítěz          | Nominovaní |
| ------ | -------------- | --- |
| 2000   | Blink 182      | - Anastacia - Bomfunk MCs - Melanie C - Sonique |
| 2001   | Dido           | - Craig David - Nelly Furtado - Gorillaz - The Wheatus |
| 2002   | The Calling    | - Avril Lavigne - Röyksopp - Shakira - The Strokes |
| 2003   | Sean Paul      | - 50 Cent - Evanescence - Good Charlotte - Justin Timberlake |
| 2004   | Maroon 5       | - Franz Ferdinand - Jamelia - Keane - The Rasmus |
| 2005   | James Blunt    | - Akon - Kaiser Chiefs - Daniel Powter - Rihanna |
| 2006*  | Gnarls Barkley | |
| 2007** | Bedwetters     | - Firma - Yakup - Sunrise Avenue - Christophe Willem - Jaula de Grillos - Buraka Som Sistema - Chakuza - Klaxons - Neverstore - Zero Assoluto - Delain - Dani - Gravel - Coma - Alphabeat - Aleksander With - Astro'n'out |
| 2008   | Katy Perry     | - Miley Cyrus - Duffy - Jonas Brothers - OneRepublic |
| 2009   | Lady Gaga      | - Daniel Merriweather - La Roux - Pixie Lott - Taylor Swift |

(*) - kategorie nesla název Budoucí zvuk
(**) - kategorie nesla název Nový zvuk Evropy

## 2010 - 2019
| Rok  | Vítěz           | Nominovaní                                             |
| ---- | --------------- | ------------------------------------------------------ |
| 2010 | Kesha           | - B.o.B - Justin Bieber - Jason Derülo - Plan B        |
| 2011 | Bruno Mars      | - Jessie J - Wiz Khalifa - LMFAO - Far East Movement   |
| 2012 | / One Direction | - Carly Rae Jepsenová - Fun. - Lana Del Rey - Rita Ora |